# Afromelittia
Afromelittia is een geslacht van vlinders uit de familie wespvlinders (Sesiidae), onderfamilie Sesiinae.
Afromelittia is voor het eerst wetenschappelijk beschreven door Gorbunov & Arita in 1997. De typesoort is Melittia occidentalis.

## Soorten
Afromelittia omvat de volgende soorten:
- Afromelittia aenescens (Butler, 1896)
- Afromelittia iridisquama (Mabille, 1890)
- Afromelittia natalensis (Butler, 1874)
- Afromelittia occidentalis (Le Cerf, 1917)